# ارنست وب
ارنست وب (انگلیسی: Ernest Webb; ۲۵ آوریل ۱۸۷۴ – ۲۴ فوریهٔ ۱۹۳۷) ورزشکار دو و میدانی اهل بریتانیا بود.